# Massantola
Massantola is een gemeente (commune) in de regio Koulikoro in Mali. De gemeente telt 35.400 inwoners (2009).